# Rockstar Games
Rockstar Games —  американський розробник та видавець відеоігор зі штаб-квартирою в Нью-Йорку, США. Take-Two Interactive сформували Rockstar у грудні 1998 року як свою дочірню компанію, використовуючи активи придбаної раніше BMG Interactive. Засновниками компанії стали Террі Донован, Гері Форман, Ден і Сем Гаузери та Джеймі Кінг, які на той час вже працювали у Take-Two, а брати Гаузери раніше обіймали керівні посади в BMG Interactive.
Починаючи з 1999 року до складу Rockstar Games увійшли кілька компаній придбаних або створених в рамках Take-Two. Усі компанії, що входять до складу Rockstar Games, використовують назву та логотип «Rockstar». У цьому контексті Rockstar Games іноді також називають Rockstar New York, Rockstar NY або Rockstar NYC. Rockstar Games також належить студія захоплення руху в Бетпейджі, Нью-Йорк, США.
Rockstar Games переважно видає пригодницькі бойовики (Grand Theft Auto, Red Dead, Max Payne, Manhunt) та має в своєму резюме фінансово успішні гоночні ігри (Midnight Club).

## Історія
12 березня 1998 року Take-Two Interactive оголосила про придбання активів недіючого британського видавця відеоігор BMG Interactive у BMG Entertainment (підрозділ Bertelsmann). В обмін Take-Two мала випустити 1,85 мільйона акцій (близько 16%) своїх звичайних акцій BMG Entertainment. Завдяки цьому придбанню Take-Two отримала кілька колишніх об'єктів інтелектуальної власності BMG Interactive, зокрема Grand Theft Auto від DMA Design та Space Station Silicon Valley. 25 березня було оголошено про закриття угоди. Три керівники BMG Interactive - Ден Гаузер, Сем Гаузер і Джеймі Кінг, а також Гері Форман з BMG Interactive і Террі Донован зі звукозаписного лейбла BMG Entertainment Arista Records, згодом переїхали до Нью-Йорка, щоб працювати в Take-Two Interactive. У ході реорганізації, оголошеної у квітні, Сема Гаузера було призначено "віце-президентом Take-Two з розробки продуктів по всьому світу". У грудні 1998 року брати Гаузер, Донован і Кінг заснували Rockstar Games як "висококласний" видавничий лейбл Take-Two. Про створення було офіційно оголошено 22 січня 1999 року.
У січні 2007 року Take-Two оголосила, що Донован, до того часу керуючий директор Rockstar Games, залишив компанію після чотиримісячної відпустки. Його змінив Гері Дейл, який став головним операційним директором. Дейл раніше працював з Гаузерами і Кінгом у BMG Interactive, але покинув компанію, коли вона була придбана Take-Two Interactive, і приєднався до європейських операцій Capcom як керуючий директор у 2003 році.
Станом на лютий 2014 року тираж ігор Rockstar Games перевищив 250 мільйонів копій, найбільшою франшизою є серія Grand Theft Auto, яка станом на листопад 2016 року була продана тиражем не менше 250 мільйонів екземплярів. Grand Theft Auto V відвантажила найбільшу кількість одиниць у серії та історії компанії, що розійшлася тиражем понад 135 мільйонів копій, ставши однією з найбільш проданих відеоігор усіх часів.
На 10-й церемонії вручення премії British Academy Games Awards у березні 2014 року Rockstar Games була нагороджена премією BAFTA Academy Fellowship Award за "створення складних інтерактивних світів, які утримують компанію на передньому краї ігрової індустрії більше десяти років, як у критичному, так і в комерційному плані". Дженніфер Колбе, яка починала на стійці реєстрації Take-Two, виступає як глава видавничого відділу Rockstar Games і займається всіма студіями розробки. Саймон Ремсі - керівник відділу зв'язків з громадськістю та комунікацій компанії.
У травні 2019 року Rockstar Games оголосила, що вони купують Dhruva Interactive у Starbreeze Studios за 7,9 мільйона доларів, продаж був завершений пізніше того ж місяця, і команда Dhruva об'єдналася з Rockstar India.
У вересні 2019 року Rockstar Games оголосила, що випустила власний ігровий лаунчер, сервіс цифрової дистрибуції, управління цифровими правами, мультиплеєрами та комунікаціями. Після тривалої перерви після виходу Red Dead Redemption 2 на початку 2019 року, Ден Гаузер залишив Rockstar Games 11 березня 2020 року.
Компанія придбала шотландську студію Ruffian Games у жовтні 2020 року, перейменувавши студію на Rockstar Dundee.

## Програми

### RAGE
Rockstar Advanced Game Engine (RAGE) - ігровий рушій, розроблений компанією Rockstar San Diego-Internal RAGE Technology Group, призначений для полегшення розробки ігор на системах PlayStation 3, PlayStation 4, Xbox 360, Xbox One, Microsoft Windows, OS X і Wii.

### Social Club
Rockstar Games Social Club — ігровий онлайн сервіс, створений Rockstar Games для автентифікації та багатокористувацької гри їх продукції.

### Rockstar Games Launcher
Rockstar Games випустили власний ігровий лаунчер для Microsoft Windows 17 вересня 2019 року. Лаунчер інтегрується з обліковим записом користувача Social Club, дозволяючи йому завантажувати та купувати ігри, які він раніше придбав у магазині Rockstar, а також запускати ігри Rockstar, доступні з інших сервісів, таких як Steam та Epic Games Store.

## Студії Rockstar
| Логотип | Ім'я                 | Роки як підрозділ Rockstar | Нотатки |
| ------- | -------------------- | -------------------------- | --- |
|         | Rockstar Dundee      | 2008-2020                  | Раніше називалася «Ruffian Games». Відомі завдяки розробки ігор Crackdown 2 та Crackdown 3                                                                                  |
|         | Rockstar India       | 2016-теперішній час        | Раніше називалася «Technicolor India». |
|         | Rockstar Leeds       | 2004-теперішній час        | Заснована в 2004 році. Відоміша за портуванням PC-версії гри L.A. Noire. До цього працювала виключно над проектами для ігрових консолей.                                    |
|         | Rockstar Lincoln     | 1999-теперішній час        | Студія по локалізації ігор. Колишнє ім'я студії Tarantula Studios. |
|         | Rockstar London      | 2005-теперішній час        | Сформована у 2005 році. Після закриття Rockstar Vienna продовжила розробку гри Manhunt 2. Також створила версію Midnight Club: Los Angeles для портативних систем.          |
|         | Rockstar New England | 2008-теперішній час        | Була придбана 4 квітня 2008 року, раніше називалася Mad Doc Software. Розташована в штаті Массачусетс. Портувала на ПК та Xbox 360 гру Canis Canem Edit.                    |
|         | Rockstar North       | 1999-теперішній час        | Найвідоміша студія Rockstar. Саме ця студія розробляла такі серії ігор, як Grand Theft Auto та Manhunt.                                                                     |
|         | Rockstar San Diego   | 2003-теперішній час        | Займалася розробкою Midnight Club, Smuggler's Run, Red Dead Revolver, Red Dead Redemption та ігрового рушія RAGE.                                                           |
|         | Rockstar Toronto     | 1999-теперішній час        | Найбільш відома за розробку ігри The Warriors - адаптацією однойменного фільму Воїни (англ. The Warriors), а також за портування багатьох ігр серії Grand Theft Auto на ПК. |
|         | Rockstar Vancouver   | 2002-2012                  | Раніше називалися «Barking Dog Studios», вони розробили гру Canis Canem Edit для PlayStation 2, та Max Payne 3.                                                             |
|         | Rockstar Vienna      | 2003-2006                  | Раніше називалася «Neo Software»; була закрита 11 травня 2006 року. Вони портували серію Max Payne на консолі, та створили більшість гри Manhunt 2 перед закриттям.         |

## Ігри
| Гра                                                    | Рік       | Платформи                                                                                   |
| ------------------------------------------------------ | --------- | ------------------------------------------------------------------------------------------- |
| Grand Theft Auto                                       | 1997      | PlayStation, Microsoft Windows, Game Boy Color                                              |
| Earthworm Jim 3D                                       | 1999      | Nintendo 64                                                                                 |
| Grand Theft Auto: London, 1969                         | 1999      | PlayStation, Microsoft Windows                                                              |
| Grand Theft Auto: London, 1961                         | 1999      | Microsoft Windows                                                                           |
| Grand Theft Auto 2                                     | 1999      | PlayStation, Dreamcast, Game Boy Color, Microsoft Windows                                   |
| Thrasher Presents Skate And Destroy                    | 1999      | PlayStation                                                                                 |
| Austin Powers: Oh Behave                               | 2000      | Game Boy Color                                                                              |
| Austin Powers: Welcome to My Underground Lair!         | 2000      | Game Boy Color                                                                              |
| Wild Metal: Reclaim the Future                         | 2000      | Dreamcast                                                                                   |
| Midnight Club: Street Racing                           | 2000      | PlayStation 2                                                                               |
| Surfing H3O                                            | 2000      | PlayStation 2                                                                               |
| Smuggler's Run                                         | 2000      | PlayStation 2                                                                               |
| Smuggler's Run 2: Hostile Territory                    | 2001      | PlayStation 2                                                                               |
| Oni                                                    | 2001      | PlayStation 2, Microsoft Windows                                                            |
| Max Payne                                              | 2001      | PlayStation 2, Xbox, Microsoft Windows, Mac OS X, Game Boy Advance, Xbox 360, iOS, Android  |
| Grand Theft Auto III                                   | 2001      | PlayStation 2, Xbox, Microsoft Windows, Mac OS X, iOS, Android, PlayStation 3               |
| The Italian Job                                        | 2002      | PlayStation, Microsoft Windows                                                              |
| State of Emergency                                     | 2002      | PlayStation 2, Xbox, Microsoft Windows                                                      |
| Smuggler's Run Warzones                                | 2002      | Nintendo GameCube                                                                           |
| Grand Theft Auto: Vice City                            | 2002      | PlayStation 2, Xbox, Microsoft Windows, Mac OS X, iOS, Android                              |
| Midnight Club 2                                        | 2003      | PlayStation 2, Xbox, Microsoft Windows                                                      |
| Max Payne 2: The Fall of Max Payne                     | 2003      | PlayStation 2, Xbox, Microsoft Windows                                                      |
| Manhunt                                                | 2003      | PlayStation 2, Xbox, Microsoft Windows                                                      |
| Red Dead Revolver                                      | 2004      | PlayStation 2, Xbox                                                                         |
| Grand Theft Auto Advance                               | 2004      | Game Boy Advance                                                                            |
| Grand Theft Auto: San Andreas                          | 2004      | PlayStation 2, Xbox, Microsoft Windows, Mac OS X                                            |
| Midnight Club 3: DUB Edition                           | 2005      | PlayStation 2, Xbox, PlayStation Portable                                                   |
| The Warriors                                           | 2005      | PlayStation 2, Xbox, PlayStation Portable                                                   |
| Grand Theft Auto: Liberty City Stories                 | 2005      | PlayStation Portable, PlayStation 2                                                         |
| Midnight Club 3: DUB Edition Remix                     | 2006      | PlayStation 2, Xbox                                                                         |
| Table Tennis                                           | 2006      | Xbox 360, Wii                                                                               |
| Bully                                                  | 2006      | PlayStation 2,Windows                                                                       |
| Grand Theft Auto: Vice City Stories                    | 2006      | PlayStation Portable, PlayStation 2                                                         |
| Manhunt 2                                              | 2007      | PlayStation Portable, PlayStation 2, Wii, Microsoft Windows                                 |
| Bully: Scholarship Edition                             | 2008      | Xbox 360, Wii, Microsoft Windows                                                            |
| Grand Theft Auto IV                                    | 2008      | PlayStation 3, Xbox 360, Microsoft Windows                                                  |
| Midnight Club: Los Angeles                             | 2008      | PlayStation 3, Xbox 360, PSP                                                                |
| Midnight Club: L.A. Remix                              | 2008      | PlayStation Portable                                                                        |
| Grand Theft Auto IV: The Lost and Damned               | 2009      | Xbox 360, Playstation 3, Microsoft Windows                                                  |
| Grand Theft Auto: Chinatown Wars                       | 2009      | Nintendo DS, PlayStation Portable, iOS                                                      |
| Beaterator                                             | 2009      | PlayStation Portable, PlayStation Network, iOS                                              |
| Grand Theft Auto IV: The Ballad of Gay Tony            | 2009      | Xbox 360, Playstation 3, Microsoft Windows                                                  |
| Grand Theft Auto: Episodes From Liberty City           | 2009      | PlayStation 3, Xbox 360, Microsoft Windows                                                  |
| Red Dead Redemption                                    | 2010      | PlayStation 3, Xbox 360                                                                     |
| Red Dead Redemption: Undead Nightmare                  | 2010      | PlayStation 3, Xbox 360                                                                     |
| L.A. Noire                                             | 2011      | PlayStation 3, Xbox 360, Microsoft Windows                                                  |
| Max Payne 3                                            | 2012      | PlayStation 3, Xbox 360, Microsoft Windows                                                  |
| Grand Theft Auto V                                     | 2013      | PlayStation 3, Xbox 360, Microsoft Windows, PlayStation 4, Xbox One, PlayStation 5          |
| Red Dead Redemption 2                                  | 2018      | PlayStation 4, Xbox One, Microsoft Windows                                                  |
| Grand Theft Auto: The Trilogy — The Definitive Edition | 2021      | PlayStation 4, Xbox One, Microsoft Windows, Nintendo Switch, PlayStation 5, Xbox Series X/S |
| Agent                                                  | 2013-2018 | PlayStation 3                                                                               |
| Grand Theft Auto VI                                    | TBA       |                                                                                             |